# Vress
Vress（ブレス）は、株式会社刻志に所属する女性アイドルグループ。2010年6月に株式会社刻志の第一弾アイドルグループとして結成された。日本語名称として「舞闘派アイドルVress」、英称として「SAMURAI IDOL Vress」と呼称・記述される。2020年6月24日、結成10年を迎えて日本ご当地アイドル活性協会より『ご当地アイドル殿堂入り』に認定された。

## 概要
コンセプト
- 「大和魂を掲げ 華麗に舞う 日本の歌姫」[2]
- 楽曲の世界観に合わせ日本刀や舞扇を使用したパフォーマンスを披露している。
- 歌詞は時代を超越したファンタジックなものから、現代の女の子の気持ちまで幅広く表現。
- 2010年から2012年までは正統派アイドルの衣装だったが、2013年より和をモチーフにした衣装になっている。

## メンバー
神井花音（かみいかのん）
Vress三期生
菜花萌優（なばなもゆ）
Vress八期生
満月流那（みづきるな）
Vress八期生

### 備考
- ファンのことは「Vresser」(ブレッサー)と呼ばれる。
- Vressのワンマンライブの公演名は『Grand☆Vress』で統一されている。[3]

## ディスコグラフィ

### シングル
| # | 発売日         | タイトル   | 規格品番 | 備考                                                                 |
| - | -------------- | ---------- | -------- | -------------------------------------------------------------------- |
| 1 | 2011年12月13日 | Love Party | KMS-0014 | アイドルサークルVress内ユニット『WaiWai』による1stシングル。         |
| 2 | 2012年12月12日 | Vress      | KMS-0016 | 『Vress』の1stシングル。                                             |
| 3 | 2013年11月11日 | 舞志道     | KMS-0017 | 『舞闘派アイドルVress』の2ndシングル。 2014年6月12日MV『舞志道』公開 |
| 4 | 2014年1月20日  | 天地想造   | KMS-0018 | 『舞闘派アイドルVress』の3rdシングル。                               |

## 出演

### ラジオ
- OBCラジオ 「恋レンジャーのハートフルアタック☆Episode4」出演 2013年5月29日[4]
- KBSラジオ 「森谷威夫のお世話になります」出演 2013年9月4日[5]
- MBSラジオ 「茶屋町アイドルプラザ」出演 2014年4月12日[6]

### テレビ
- ABCテレビ「ハミ出す才能教育バラエティ!! 小籔★スターリオン」出演 2010年6月9日 - 2011年4月20日（全11回）[7]
- TOKYO MX「つんつべ♂」バク音＃114 出演 2013年10月24日[8]
- TOKYO MX「つんつべ♂」バク音＃117 出演 2013年12月5日[9]
- TOKYO MX「つんつべ♂」バク音＃118 出演 2013年12月19日[10]
- TOKYO MX「つんつべ♂」バク音＃124 出演 2014年3月13日[11]
- TOKYO MX「つんつべ♂」バク音＃127 出演 2014年3月27日[12]

### 映画
- 『ソフテン！』（2014年、出馬康成監督）[13]
- 『ナニワ銭道』（2014年、萩庭貞明監督）[14]

### 書籍
- 2012年9月28日発売  あえるアイドル大百科 / 出版社：TJムック 宝島社[15]
- 2014年9月12日発売 GOOD ROCKS！SPECIAL BOOK KANSAI IDOL FILE / 出版社：シンコーミュージック[16]

### 新聞
- 2015年4月13日発売 産經新聞/ 出版：産業経済新聞社[17]

## ライブ
- 2010年8月28日、大阪城西の丸庭園特設ステージ BS・地上アナログ放送終了PRキャンペーンイベント「お笑いデジタル夏まつり」出演。
- 2010年9月18日、ABC朝日放送本社「100人限定Vressファン感謝祭ライブ」
- 2010年9月18日、関西国際空港「Japan Pop Culture Festival 2010」
- 2011年5月20日、舞洲コヤブソニック特設会場「コヤブソニック 2011」[18]
- 2011年7月28日、日本橋オタロード「なにわ打ち水セレモニー」[19]
- 2011年8月11日〜16日、台湾「漫画博覽会」[20]
- 2012年5月5日、神戸ポートアイランド「COMIN'KOBE 2012」
- 2012年8月4日〜5日、大阪城 西の丸庭園「non stop アニソントレイン 2012」[21]
- 2012年9月8日〜9日、神戸国際展示場2号館「ANIME FAIR KANSAI 2012」[22]
- 2013年8月3日、関西テレビ放送内 なんでもアリーナ LUCKY TRIPPER Presents「Happy Jam in Osaka vol.6」[23]
- 2013年10月20日、大阪BIG CAT「つんつべ♂プレゼンツ！調子ブッコキ祭り2013秋調子ブッコいて5ヶ所まわっちゃうぜ！ツアー」
- 2013年11月9日、大阪/なんばHatch「WaiWai MUSIC FESTA 2013」
- 2014年5月31日、関西テレビ放送内 なんでもアリーナ 「ポップアップステージ #1 by Happy Jam」[24]
- 2014年6月12日、大阪 FANJtwice『Grand☆Vress』Vressのワンマンライブ
- 2014年9月27日、ひらかたパーク野外ステージ「ガールズアイドルフェスタinひらパー」[25]
- 2014年11月8日〜9日、関西国際空港「Japan Pop Culture Festival 2014」[26]
- 2014年11月30日、スパワールドエントランスホール「新世界昭和ヒーロー大会」[27]
- 2015年1月20日、大阪 FANJtwice『Grand☆Vress Ⅱ』Vressのワンマンライブ
- 2015年1月30日、大阪 FANJtwice『刻志祭2015』
- 2015年3月21日、日本橋「第11回日本橋ストリートフェスタ2015」[28]